# Béchara Boutros Raï
El patriarca cardenal mar Béchara Boutros Raï (àrab: مار بشارة بطرس الراعي, mār Bixāra Buṭrus ar-Rāʿ ī) (Himlaya, Líban, 25 de febrer de 1940) és el 77è patriarca maronita d'Antioquia, càrrec que ocupa des del 15 de març de 2011, quan succeí el patriarca Nasrallah Boutros Sfeir. Raï també és cardenal de l'Església Catòlica.

## Biografia
Mar Béchara Boutros Raï va néixer a Himlaya, al districte de Matn, al Líban, el 25 de febrer de 1940. Estudià al Collège Notre Dame de Jamhour, una escola jesuïta del Líban. Ingressà a l'orde maronita mariamita el 31 de juliol de 1962, sent ordenat prevere el 3 de setembre de 1967. Des del 1967 fins a 1975 va ser el responsable de les transmissions de Ràdio Vaticana en àrab. El 1975 rebé el doctorat en dret civil i canònic. També estudià durant tres anys a la Pontifícia Universitat Lateranense de Roma.

### Càrrecs religiosos
Va ser consagrat bisbe el 12 de juliol de 1896 pel patriarca Nasrallah Boutros Sfeir, sent nomenat bisbe auxiliar d'Antioquia, i el 9 de juny de 1990, va ser elegit bisbe de Biblos. El 2003 va ser elegit secretari del Sínode Maronita i, el 2009, va ser nomenat president de la Comissió Episcopal Libanesa pels Mitjans.

### Patriarca maronita
Als 71 anys, va ser elegit patriarca dels maronites, el 15 de març de 2011, després de rebre més de dos terços dels vots dels 39 bisbes i substituint Nasrallah Sfeir. La Missa per la inauguració del seu Patriarcat va tenir lloc el 25 de març de 2011 a Bkerké, la seu del Patriarcat Catòlic Maronita. Com és costum per a tots els patriarques maronites, el patriarca al-Rahi prengué el nom addicional de Boutros, Pere, per Sant Pere, que breument ocupà la seu d'Antioquia abans de traslladar-se a Roma i ser-ne bisbe. El 7 de març de 2012, el patriarca al-Rahi va ser nomenat membre de la Congregació per a les Esglésies Orientals.
El patriarca al-Rahi va ser nomenat cardenal pel papa Benet XVI al consistori del 24 de novembre de 2012. El patriarca al-Rahi és el quart patriarca maronita nomenat cardenal, els tres primers van ser els seus predecessors immediats Paul Peter Meouchi, Anthony Peter Khoraish i Nasrallah Sfeir.
El 31 de gener de 2013, el cardenal patriarca al-Rahi va ser nomenat per Benet XVI per servir com a membre de la Congregació per a les Esglésies Orientals, el Tribunal Suprem de la Signatura Apostòlica, el Consell Pontifici per a la Cura Pastoral dels Migrants i els Itinerants i el Consell pontifici per a les Comunicacions Socials.
Al febrer de 2013, després de la Dimissió del Papa Benet XVI, el patriarca Rai, en ser cardenal, es convertí en un candidat al papat. Participà com a cardenal elector al conclave que escollí el papa Francesc. El cardenal Rai era un dels quatre cardenals electors que no pertanyien a l'Església Llatina i que portaven vestimentes pròpies de les seves esglésies respectives. Els altres tres eren el patriarca copte catòlic d'Alexandria Antonios Naguib, l'arquebisbe major siro-malabar George Alencherry i l'arquebisbe major siro-malankar Baselios Cleemis. Les robes del cardenal Rai durant el dia d'obertura eren distintes de la majoria de la resta d'electors, en la que portava totes les robes vermelles amb una lligadura pròpia de l'Església Maronita. El cardenal Rai és també el primer patriarca cardenal maronita que mai ha participat en un conclave papal.
El cardenal patriarca al-Rahi va ser nomenat membre de la Congregació per a l'Educació Catòlica pel papa Francesc el 30 de novembre de 2013.
El 18 de març 2015 el cardenal-patriarca al-Rahi va esdevenir l'únic cardenal elector de l'ordre de cardenals-bisbes quan el Cardenal Naguib va complir 80 anys i va deixar de ser un cardenal elector.

## Opinions político-religioses
A l'abril de 2011, Rahi va dir que, pel bé de la comunió i d'amor, que havia de treballar «per establir un diàleg sincer i complet» amb els musulmans «i construir junts un futur en la vida comú i la cooperació.» Va dir que el seu predecessor «va lluitar amb insistència per alliberar tant a la presa de decisions a nivell nacional i de la terra del Líban contra tota forma de tutela i l'ocupació, va treballar per a la reconciliació en la Muntanya del Líban i realitzà les necessàries reformes de l'Església. Tot això constitueix una extensió de l'església de primavera iniciada pel Concili Vaticà II». El patriarca Rai no utilitza el terme "primavera àrab", sinó "Hivern àrab" per expressar la seva reacció poc entusiasta.

### Síria i Hezbollah
Al setembre de 2011, alguns dels cristians de la comunitat del Líban, a part de suport de l'Aliança 14 de Març, estaven molestos pels seus comentaris polèmics a París, donant suport al dret de Hezbollah per mantenir les armes en defensa contra Israel i que les protestes sirianes del 2011 podrien despertar l'ascens dels Germans Musulmans si el president Bashar al-Assad fos destituït del seu càrrec. L'oposició de l'Aliança 14 de Març ho va criticar pels comentaris i va demanar aclariments a ell, sobretot en veure que el seu predecessor, el patriarca Sfeir, tenia molt diferents punts de vista i era gairebé un seguidor fanàtic de les Forces Libaneses, el principal partit cristià del 14 de Març. No obstant això, els cristians de l'Aliança 14 de Març va donar la benvinguda als seus comentaris. El primer ministre Najib Mikati també va donar suport a la seva postura dient que "el patriarca maronita va parlar d'una part [del problema]. Ningú està en contra de les armes de la resistència, sempre que l'ocupació [israeliana] continua. Hi ha unanimitat libanesa en els braços de la resistència a la cara de l'ocupació [israeliana]."
Va dir que després de la seva reunió amb al-Rahi que estava satisfet amb l'explicació i que estava "molt alleujat i tranquil·litzat per la saviesa del patriarca." El president Michel Suleiman va dir que els comentaris d'al-Rahi no eren "polítics o d'ús polític" i que tenia una visió que ho abasta tot per mostrar als francesos. Així mateix, afegí que "el Patriarca no necessita ningú que el defensi i les seves posicions emanen del seu paper central com a responsable del Líban i de l'Orient Mitjà els cristians i el de la independència i la sobirania del Líban;" i que "el patriarca no necessita ser defensat, i les seves postures representen la seva forma d'assumir la responsabilitat dels cristians del Líban."
El president del Parlament, Nabih Berri, va dir que de Rai "els comentaris a París protegeixen el Líban de perill i estic d'acord amb el que ell va dir i afirmen la seva visió que té les seves arrels tant en un fons religiós i nacional" i que "Si es va deteriorar encara més la situació a Síria i vam arribar a una regla més radical que la regla actual, com la regla dels Germans Musulmans, els cristians d'allà pagarien el preu, ja sigui en forma d'assassinats o de desplaçament. Aquí està la imatge de l'Iraq al davant de nosaltres."
El líder del Moviment Patriòtic Lliure, Michel Aoun, va expressar el seu suport a al-Rahi i va afegir que ningú no vol que el govern sirià caigui. "Les declaracions de Rai expressen les preocupacions de les minories perquè es confia amb el Sínode per a l'Orient Mitjà. Els canvis graduals no danyen l'estabilitat i no obtindrien a Síria els [mateixos] problemes que a Palestina, Iraq, Líbia i Iemen. [Com alguns dels manifestants sirians estan armats i estan destruint el país] el govern sirià no pot deixar de posar ordre al país." L'ex líder del Partit Socialista Progressista Walid Jumblatt, que seu amb el l'actual Aliança del 8 de març al govern, també va criticar l'avaluació de Rai sobre les armes de Hezbollah amb la sort del conflicte de l'Orient Mitjà amb l'argument que "el Líban no pot seguir sent ostatge dels conflictes regionals." També va criticar l'avaluació de Rai de canvi de règim a Síria com una amenaça per als cristians al país.
En una entrevista amb Reuters el 4 de març de 2012, al-Rahi, va dir: «Tots els règims al món àrab tenen l'islam com a religió d'Estat, llevat de Síria, que destaca per no dir que és un estat islàmic... El més proper a la democràcia [en el món àrab] és Síria.»

## Honors
Gran Creu de la Legió d'Honor (2011)
 Gran Cordó de l'orde Nacional del Cedre (2012)